# Morishige Yamamoto
 (octobre 2020).
Pour les articles homonymes, voir Yamamoto.
Morishige Yamamoto (né le 20 décembre 1882, mort le 27 janvier 1962 à Tokyo) est un cavalier japonais de concours complet.

## Carrière
Élève de l'école de cavalerie militaire de Funabashi, il participe aux Jeux olympiques d'été de 1932 à Los Angeles.